# Stricto sensu
Stricto sensu (stricto sênsu) é uma expressão latina que significa, literalmente, "em sentido específico", por oposição ao "sentido amplo" (lato sensu) de um termo. No âmbito do ensino, se refere ao nível de pós-graduação que titula o estudante como mestre ou doutor em determinado campo do conhecimento. Denota, neste caso, um grau mais elevado do que a pesquisa lato sensu.

## Cursoslato sensue cursosstricto sensuno Brasil
Estas classificações são usadas exclusivamente no Brasil. No contexto educacional europeu e estadunidense, por exemplo, não são usadas tais classificações.
No Brasil, o termo "mestrado" é usado indiscriminadamente, fato que gera as atuais distorções no reconhecimento de formações como master of business administration (MBA) concluídas fora do Brasil.
O grau de mestrado, nomeadamente em Portugal e na maioria dos países da União Europeia, a partir do processo de Bolonha, é dado após o segundo ciclo de estudos, ou seja, após concluído o primeiro ciclo (licenciatura) de cinco anos e um segundo, normalmente de dois anos (mestrado).
Historicamente, sabe-se que, da mesma forma que o ensino técnico foi uma alternativa de rápida inclusão de profissionais em diversos ramos do mercado de trabalho (como contabilidade, enfermagem e outros), o objetivo inicial do ensino lato sensu foi acelerar a formação de profissionais no nível de pós-graduação.
Esse modelo foi iniciado por políticas educacionais de aceleração de formação que, com o passar do tempo, tornaram-se desnecessárias em virtude da capilaridade das instituições de ensino capacitadas a fornecer graus de mestrado e doutorado.
A diferença no emprego das duas expressões deve-se à tentativa de graduar e de categorizar processos de amadurecimento científico dos alunos por intermédio de cursos de pós-graduação. A capacidade de aplicar métodos rigorosos de pesquisa para solucionar ou estudar problemas inéditos aumenta com a experimentação ativa e a convivência dos alunos com a comunidade acadêmica nos departamentos de pesquisa. Sendo assim, as cargas horárias estabelecidas para a atividade de pesquisa e para a produção da monografia de conclusão de curso restringem ou amplificam as expectativas de capacitação em métodos de pesquisa científica.

### Cursoslato sensu
Para que tenham êxito em cursos lato sensu (também conhecidos como "cursos de especialização" e "master of business administration [MBA]"), os alunos devem, além de ser bem-sucedidos nas avaliações das disciplinas, produzir um relatório final, comumente chamado de monografia ou trabalho de conclusão, ao longo do período de duração dos cursos. A atividade de pesquisa que produz essas monografias tem sentido amplo, ou lato sensu, por consistir na aplicação de ferramentais teóricos aprendidos durante o curso para a solução de problemas específicos da área de estudo.

### Cursosstricto sensu
Nos cursos de pós-graduação stricto sensu, os alunos são imersos em processos de capacitação bem mais demorados. Após a formação em disciplinas específicas, um longo período é dedicado à formulação de um problema inédito que contenha em si a semente de um novo conhecimento. Uma pesquisa stricto sensu é estrita porque se volta para uma singularidade no tecido teórico da área de pesquisa. Os cursos stricto sensu objetivam a produção de dissertações e teses que formulem e comprovem teorias novas para o entendimento de fatos e de suas relações. Os cursos stricto sensu aplicam teorias existentes em problemas novos.